# 巴特里斯山
63°34′S 57°3′W / 63.567°S 57.050°W
巴特里斯山（英語：Buttress Hill）是南極洲的山丘，位於葛拉漢地的特里尼蒂半島，處於塔巴林半島，海拔高度690米，在1946年由英國探險隊繪入地圖，現時由南極條約體系管理。